# Salvatore Giacalone
Salvatore Giacalone (Mazara del Vallo, 23 luglio 1956) è un politico italiano.

## Biografia
Medico di base, nel 1995 viene eletto consigliere comunale a Mazara del Vallo.
Alle elezioni politiche del 1996 è eletto deputato alla Camera, nel collegio Mazara-Castelvetrano, nella coalizione de L'Ulivo, in quota al Partito Popolare Italiano. Restò a Montecitorio fino al 2001.